# Ентрепот
Ентрепот или безмитно пристанище (от френски: entrepôt – антрепо̀) е търговски пост, където стоките могат да бъдат внесени и изнесени без заплащане на вносни мита, често с голяма печалба.
Тази печалба е възможна поради изгодните местни търговски условия. Някои корабни компании предпочитат да не пътуват по цялата дължина на дълъг търговски маршрут, а да продадат стоките си на такова безмитно пристанище. След това търговците от ентрепота продават на по-висока цена на кораби, пътуващи останалия сегмент на маршрута.
От 2010 г. тази употреба е заменена предимно от безмитни зони.
Безмитните пристанища са били от специално значение в Средновековието и през времето на ранната Нова история – периода на Велики географски открития от 1500 до 1800 г., когато търговския трафик между Европа и нейните колониални владения в Америка и Азия процъфтява. Например търсенето на подправки в Европа, заедно с дългите търговски пътища, необходими за тяхната доставка, води до много по-висока пазарна цена от първоначалната закупна цена. Така много средновековни, а и по-късни търговци често не пътували целия маршрут, а използвали попътни ентрепоти, за да продадат своите стоки. Пример за такъв ентрепот от ранната нова история е Амстердам през 17 век .

## Безмитни центрове
Това са търговски постове от миналото и днес, характерни с особено изразена и печеливша безмитна дейност.
- Амстердам
- Бома, столица на бившето Белгийско Конго
- Зелени нос
- Нос Добра Надежда
- Дубай
- Наха, Кралство Рюкю, сега в Окинава, Япония
- Форт Орандж, сега Олбани, Ню Йорк, САЩ
- Сейнт Пол, Минесота
- Сингапур
- Хонг Конг